# Pedro Geromel
Pedro Tonon Geromel (São Paulo, 21 de setembro de 1985) é um ex-futebolista brasileiro que atuava como zagueiro.
Considerado um dos maiores jogadores da história do Tricolor Gaúcho, é o primeiro jogador a conquistar quatro Bolas de Prata consecutivas. Com a camisa do Grêmio, também foi duas vezes escolhido para a Seleção dos melhores do continente. Já pela Seleção Brasileira, disputou a Copa do Mundo FIFA de 2018.

## Carreira

### Início
Natural de São Paulo, é filho de Eliane Tonon Geromel e Valmir Geromel, industrial e proprietário de uma fábrica de embalagens plásticas, bisneto dum imigrante trevisano,  e tem um irmão chamado Ricardo Geromel, empresário que trabalha na Forbes. Começou nas categorias de base da Portuguesa em julho de 1996, com 10 anos de idade, permanecendo lá até julho de 1999. Seu segundo clube na juventude foi o Palmeiras, onde somente atuou no time B.

### Desportivo de Chaves
Pedro Geromel foi contratado pelo Desportivo de Chaves, da Segunda Liga, de Portugal, em 1 de janeiro de 2004, aos 18 anos. Em 2005 recebeu oportunidade na equipe principal, tornou-se titular e um dos jogadores mais importantes da equipe, ganhando grande notoriedade pelas boas atuações em partidas da Segunda Liga, apesar da juventude.

### Vitória de Guimarães
Em 1 de julho de 2005, aos 19 anos, foi contratado pelo Vitória de Guimarães, e pôde disputar enfim a Primeira Liga de Portugal. Já nos primeiros anos na equipe portuguesa, o brasileiro tornou-se titular. Ficou no clube por três temporadas e neste período foi escolhido o melhor zagueiro da Primeira Liga na temporada 2007–08, e recentemente durante a festa do centenário do Vitória de Guimarães o clube elegeu os melhores jogadores que vestiram a sua camisa, e o Pedro Geromel foi escolhido o melhor zagueiro da história do time. 

### Colônia

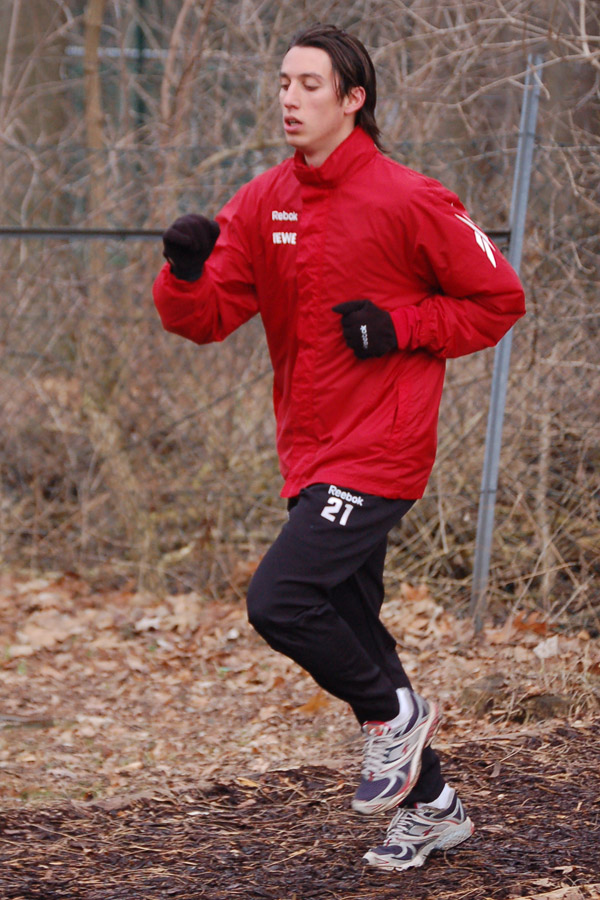
Geromel, em 2009, em treino do Colônia.

Aos 22 anos, em 1 de julho de 2008, trocou Portugal, país que residiu durante quatro anos e meio, pela Alemanha. O zagueiro fora contratado pelo Colônia para a disputa da Bundesliga.
Em 2012 Geromel perdeu espaço na equipe e acabou sendo cedido por empréstimo para o Mallorca.

### Mallorca
Em 23 de agosto de 2012, Geromel foi anunciado como novo reforço do Mallorca, vindo por empréstimo. O zagueiro teve boas atuações, mas não conseguiu se manter como titular na equipe. Pela inconstância durante a temporada, o contrato de empréstimo de Geromel foi rescindido seis meses antes do prazo. Assim, deixou o clube espanhol em dezembro de 2013.

### Grêmio
Ao rescindir o contrato com o Mallorca, o Colônia continuava sem espaço para o atleta na equipe. Foi quando o Grêmio demonstrou interesse no jogador, que foi mais uma vez emprestado. Pedro Geromel se apresentou ao Grêmio no dia 27 de dezembro de 2013, com contrato de empréstimo longo, até julho de 2016. Um jornalista espanhol chegou a citar Geromel como um zagueiro "sem posicionamento e atrapalhado", mas o atleta provou o contrário e se tornou peça fundamental no elenco do Grêmio. Após um início oscilante onde alternou partidas na reserva e na titularidade, Geromel firmou-se no miolo da zaga gremista e formou com o também zagueiro Rhodolfo e com o goleiro selecionável Marcelo Grohe uma das melhores defesas do país. 
Em 2015, com a saída de Rhodolfo, então capitão do Grêmio, Geromel firmou-se como comandante da defesa tricolor e acumulou grandes atuações, sendo um dos principais jogadores da temporada no Brasil, chegando a receber o prêmio Bola de Prata Placar/ESPN. Na cerimônia de entrega daquele que é considerado o maior prêmio do futebol nacional, Geromel apontou que, a despeito do interesse de outros clubes do Brasil e da Europa, tinha um grande desejo de permanecer em Porto Alegre, sinalizando uma renovação com o Grêmio que se estenderia por mais quatro anos. No dia 29 de dezembro de 2015, foi anunciada a renovação de seu contrato por mais quatro anos.
No dia 23 de novembro de 2016, Pedro Geromel foi um dos jogadores mais decisivos do Grêmio na vitória por 3 a 1 contra o Atlético Mineiro, na partida de ida da final da Copa do Brasil, no Mineirão. Já próximo do final do jogo, Geromel recebe a bola na lateral do campo, atrás do círculo central, e arranca até a borda da área adversária. Lá, cruza para o gol de Everton Cebolinha, que havia acabado de entrar em campo. O gol foi o terceiro do Grêmio na partida, e garantiu a vantagem por dois gols de diferença para a partida de volta em Porto Alegre. O título foi garantido no dia 7 de dezembro, e a Copa do Brasil representou o primeiro título de Pedro Geromel com a camisa do Grêmio.

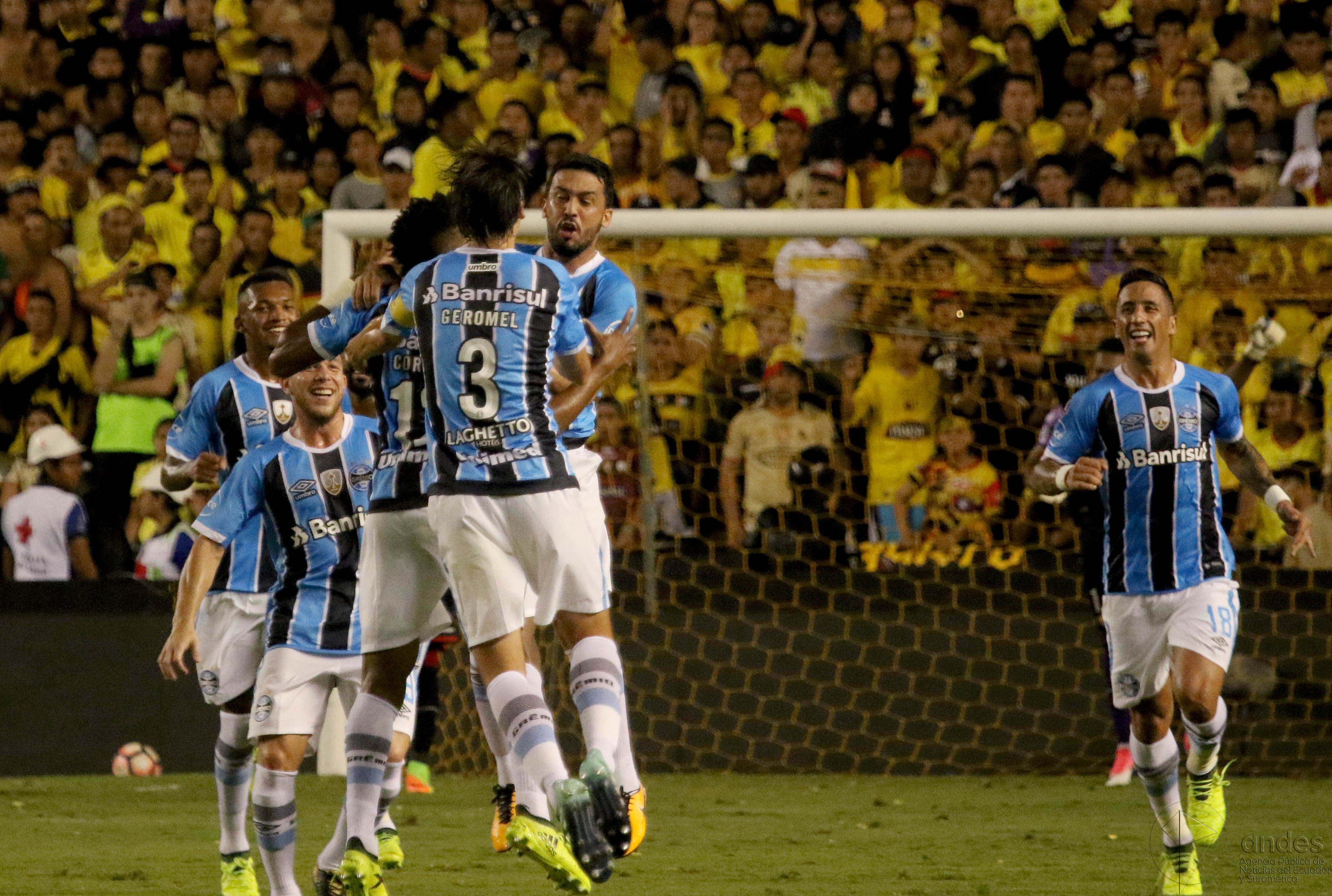
Geromel, pelo Grêmio, na Libertadores de 2017.

No ano de 2017, o zagueiro continuou fazendo excelentes exibições pelo Grêmio, tendo sido premiado pelo terceiro ano consecutivo com a Bola de Prata do Campeonato Brasileiro, além de ter sido peça fundamental do Grêmio para o título da Copa Libertadores da América. Geromel foi o jogador que mais realizou desarmes e interceptações, e o terceiro que menos fez faltas no Campeonato Brasileiro.

### Aposentadoria
No dia 8 de dezembro de 2024, aos 39 anos e após 11 temporadas pelo Grêmio onde marcou 15 gols com a camisa tricolor desde 2014 em 406 jogos, Geromel encerrou sua carreira, na derrota do Grêmio contra o Corinthians por 3-0.

## Seleção Nacional

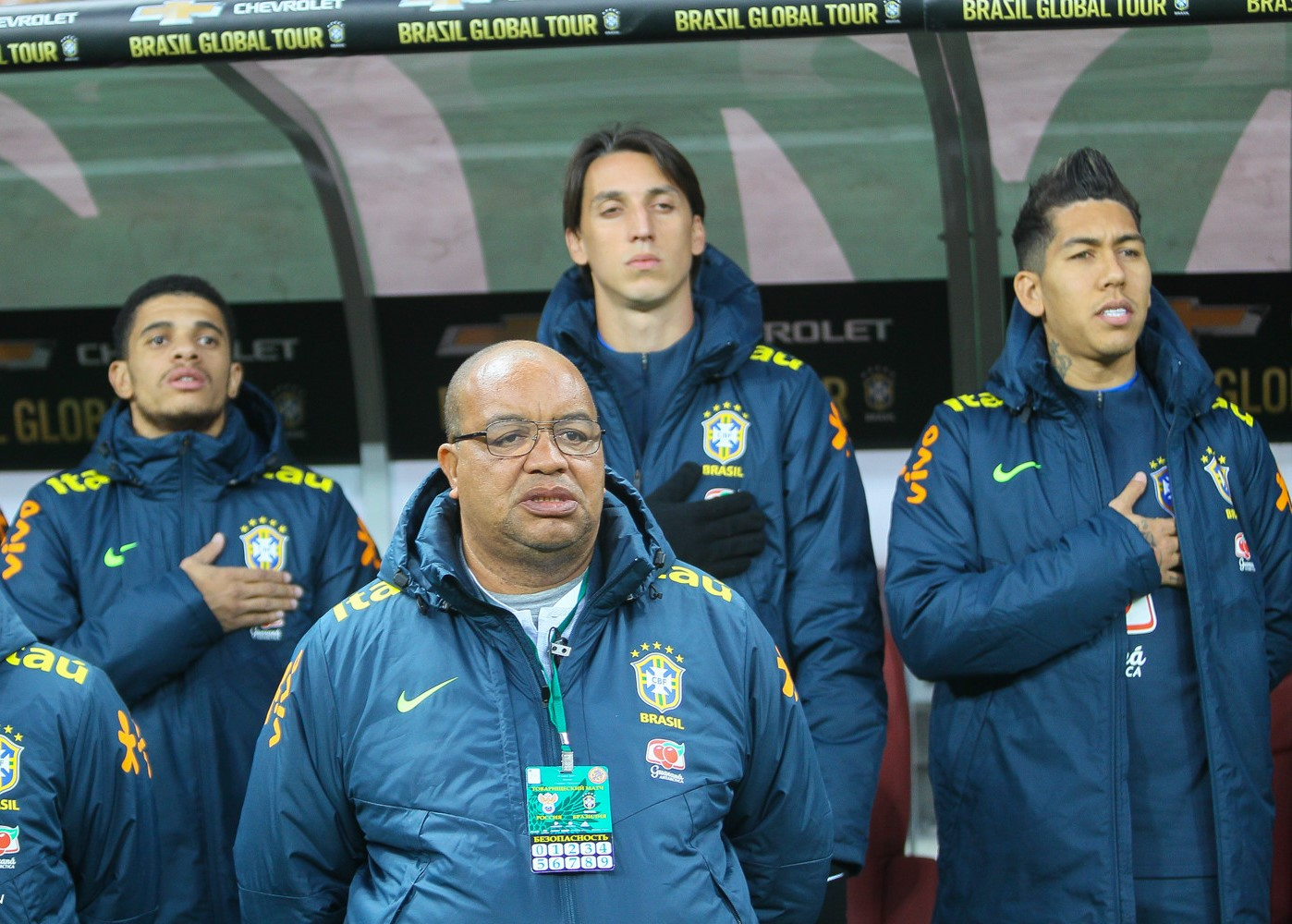
Pedro Geromel, ao lado de Taison e Roberto Firmino, pela Seleção Brasileira.

No dia 26 de agosto de 2016, após lesão de Rodrigo Caio, Geromel foi convocado pela primeira vez pela Seleção Brasileira, aos 30 anos de idade. No dia 14 de maio de 2018, foi convocado pelo técnico Tite para a Copa do Mundo FIFA de 2018. Durante os treinamentos, Geromel impressionou positivamente os repórteres que cobriam a Seleção Brasileira.

## Prêmios e honrarias
Geromel foi eleito o Melhor Zagueiro do Campeonato Brasileiro nos anos de 2016, 2017 e 2018 no Prêmio Craque do Brasileirão. E o primeiro jogador a conquistar quatro vezes consecutivas a Bola de Prata Também foi duas vezes escolhido para a Seleção dos melhores do continente.
Em 20 de dezembro de 2018, Pedro Geromel foi eleito juntamente com Hugo de León a dupla de zaga titular na Seleção do Grêmio de todos os tempos da ESPN.

## Títulos
Grêmio
- Copa do Brasil: 2016
- Copa Libertadores da América: 2017
- Recopa Sul-Americana: 2018
- Campeonato Gaúcho: 2018, 2019, 2020, 2021, 2022, 2023[25] e 2024

- Recopa Gaúcha: 2019, 2021, 2022 e 2023
- Taça Francisco Novelletto: 2020

### Prêmios individuais
- Melhor zagueiro da Primeira Liga de Portugal: 2007/2008 [11]
- Melhor zagueiro da história do Vitória Sport Clube[26]
- Melhor zagueiro da Bundesliga 2008/2009[27]
- Melhor zagueiro da Bundesliga 2009/2010[28]
- Bola de Prata: 2015 [29], 2016, 2017 e 2018
- Seleção do Campeonato Gaúcho: 2016, 2017, 2018, 2019, 2020 e 2022
- Prêmio Craque do Brasileirão: 2016, 2017 e 2018
- Prêmio Rei da América, Jornal El País, de Melhor Zagueiro da América: 2017 [9] e 2018 [10]

### Campanhas destacadas
Mundial de clubes |Grêmio| 2017 - Semifinalista